# Age of Consent
Age of Consent är en australisk romantisk dramakomedifilm från 1969 i regi av Michael Powell. Med James Mason i huvudrollen, Helen Mirren i sin första stora filmroll, och den irländske karaktärsskådespelaren Jack MacGowran. 

## Handling
Den desillusionerade och en gång hyllade konstnären Bradley Morahan (James Mason) tar sin tillflykt till ensamheten på en tropisk ö, belägen vid Stora Barriärrevet i Australien. Det visar sig dock att ön är långt ifrån obebodd och kryllar av människor. Bradley stöter snart ihop med Cora (Helen Mirren). En vacker, livsbejakande och halvt förvildad tonårsflicka, som lever med sin alkoholiserade farmor. 
Bradley erbjuder Cora att mot betalning bli hans modell. Hon väcker liv i inspirationen och blir hans musa.

## Rollista
- James Mason - Bradley Morahan
- Helen Mirren - Cora Ryan
- Jack MacGowran - Nat Kelly
- Neva Carr-Glynn - Ma Ryan
- Andonia Katsaros - Isabel Marley
- Michael Boddy - Hendricks
- Slim DeGrey - Cooley
- Max Meldrum - TV-reporter
- Harold Hopkins - Ted Farrell
- Frank Thring - Godfrey, konsthandlare
- Clarissa Kaye-Mason - Meg
- Judith McGrath - Grace
- Lenore Caton - Edna
- Diane Strachan - Susie
- Roberta Grant - Ivy